# Волынский, Степан Иванович
Степан Иванович Волынский — воевода, наместник и посол, начальник Холопьего приказа во времена правления Бориса Годунова, Смутное время и царствование Михаила Фёдоровича.
Из дворянского рода Волынские. Сын воеводы Волынского Ивана Григорьевича Меньшого.

## Биография
Жилец, подписался 01 августа 1598 года в акте избрания на царство Бориса Годунова. Стольник, 08 мая 1606 года на свадьбе Лжедмитрия I с Марией Мнишек во время свадебного пира “в столы сказывал”. В 1607 году воевода в Берёзове. С февраля 1610 по 1614 год первый воевода в Берёзове. В 1615 году Степан Иванович писал Государю, что “Литовские люди из под Брянска пришли к Карачеву и ратных людей, которые были с воеводой Юрием Шаховским побили…” . В 1614-1615 годах воевода Болхова, где во главе немногочисленного гарнизона отразил нападение «лисовчиков». В дальнейшем направился к Белёву. В 1617 году был в Дорогобуже при раздаче денег ратным людям, но из-за измены с князем Прозоровским отставлен. В 1617 году в чине дворянина и наместника Ряжского отправлен послом в Англию, для засвидетельствования королю Иакову I-му от царя Михаила Фёдоровича благодарения за примирение через его посредничество со Швецией. В 1617 году Степан Иванович вместе с Г.И. Бархатовым-Кокоревым местничали с князем С.В. Прозоровским и выиграли дело. В январе 1619 года у него взято в государственную казну подарки, что подарил ему английский король Иаков I-ый: сосуды серебряные, серебряный кубок золочённый с резьбой и другие вещи, взамен ему выдано из казны 250 рублей, остальные 235 рублей велено выдать из Новгородской чети. В апреле 1620 года указано быть ему вторым воеводою Большого полка в Туле. В 1620 году московский дворянин Степан Иванович местничал с Г.А. Загряжским и выиграл дело. В 1621-1622 годах воевода на Терках. В мае 1624 года во время поездки Государя в Троице-Сергиев монастырь, оставался в Москве в охране. С 1624-1627 годах при поездках Государя оставался в Москве в охране и не редко приглашаем к царскому столу и столу Патриарха Филарета. На первой свадьбе Государя с княжной Долгоруковой Марией Владимировной, назначен сидеть у яств Государыни и затем был дворецким у Государыни “у отдачи”. В 1624-1628 годах до своей смерти начальник Холопьего приказа, а его место занял князь Иван Фёдорович Лось-Волконский. В мае 1625 года участвовал в приёме Кизилбашского посла. На второй свадьбе царя Михаила Фёдоровича с Евдокии Лукьяновной Стрешневой в феврале 1626 находился в поезжанах. В 1627 году упомянут московским дворянином.
Получил за женой от тёщи своей вдовы Фетиньи Ивановны жены Великого в Юрьево-Польском уезде село Васильевское, деревню Тонкое и пустоши Велино, Переслегино, Толпыгино и другие, а всего — 130 четвертей, часть из которых отдал в приданое двум дочерям. В 1628 году его оклад составлял 110 рублей и 1000 четвертей земли.  
Умер 18 сентября 1628 года.

## Семья
Жена: № Ивановна Великая.
Дети:
- Волынский Артемий Степанович — рында, стольник и воевода.
- Мария Степановна — супруга князя Тимофея Ивановича Щербатова.
- Евдокия Степановна — супруга Андрея Львовича Плещеева.
- Волынский Михаил Семёнович — стольник, воевода и окольничий.

## Критика
В Боярской книге 1627 года, А.П. Барсуков и Ю.М. Эскин упоминают Степана Ивановича Волынского с прозванием Меньшой. В родословной росписи Волынских по версии Г.А. Власьева упомянут только Степан Иванович и нет лица с таким именем и отчеством с прозванием Меньшой, хотя службы данного лица по различным версиям сходны.
В Троице-Сергиевом монастыре имелось надгробие с надписью: "Марья Васильевна жена Степана Волынского, в инокинях Маремьяна, представилась 139 (1631) года августа в 11 день". Имеется вероятность, что это вторая жена Степана Ивановича Волынского, не упомянутая в документах.